# 팔마초등학교
팔마초등학교는 대한민국 전라남도 순천시에 있는 초등학교다.

## 학교 연혁
- 1998. 05. 09 설립 인가
- 2000. 03. 01 팔마초등학교 개교(32학급)
- 2000. 03. 24 개교기념식
- 2013. 09. 01 제6대 김태영 교장 부임
- 2015. 02. 13 제15회 졸업식(146명, 총 3,170명)
- 2015. 03. 01 26학급, 특수1학급(총27학급), 유치원 2학급 편성